# Judgement Day (niederländische Band)
Judgement Day war eine niederländische Death-Metal-Band aus der Provinz Gelderland, die im Jahr 1988 gegründet wurde und sich 2005 auflöste.

## Geschichte
Die Band wurde im Jahr 1988 von Gitarrist Theo van Eekelen und Sänger Jeroen Dammers gegründet. Kurze Zeit später kamen Schlagzeuger Freek Kamphorst und Bassist Maarten Vlot zur Band und vervollständigten die Besetzung. Es folgten die ersten Auftritte in den Niederlanden, ehe die Gruppe im Juli 1990 ihr erstes Demo Hypocritical aufnahm. Kurz nach den Aufnahmen kam Wim van Burken als zweiter Gitarrist zur Band. Im Juni 1991 nahm die Gruppe ein zweites Demo namens Corpseflakes auf. Ein paar Monate nach den Aufnahmen verließen Kamphorst und Vlot die Band. Als neuer Bassist kam Bas van den Boogaard zur Besetzung. Nachdem die Band einige neue Schlagzeuger ausprobiert hatte, fragte sie Kamphorst, ob er ihr wieder beitreten wollte. Nach dessen Wiedereintritt folgten Auftritte in Tschechien im Juli 1993. Danach spielte sie Konzerte in der Slowakei zusammen mit Krabathor, Dehydrated, Rising Nation und Darkside. Im August 1993 kam Nolo als neuer Schlagzeuger zur Band. Danach begann diese mit den Arbeiten zur nächsten Veröffentlichung. Das neu geschriebene Material spielte die Band in Přerov und Pilsen. Danach folgten Auftritte in den Niederlanden zusammen mit Blood und Sinister. Im Juli 1994 begab sich die Band dann in die Harrow Studios, um neue Lieder aufzunehmen. Fünf davon wurden für das Demo Pathology Crowding verwendet, darunter das Slaughter-Cover F.O.D. Im August 1994 begab sich die Band für weitere Auftritte nach Tschechien, darunter auch ein Konzert zusammen mit Pungent Stench. Im Dezember 1994 unterschrieb die Band einen Vertrag bei Effigy Records für eine Split-Veröffentlichung und ein Studioalbum. Die Split-Veröffentlichung erschien im Oktober 1995 unter dem Namen Effigy of the Possessed, worauf auch die Bands Evisceration und Esmegor zu hören waren. Im Oktober 1995 begab sich die Band in die Sandwijk Studios, um das Debütalbum Cir-Cum-Cis-Ion of the Mar-Tyr aufzunehmen. Neben Dammer war Simone als Sängerin zu hören. Simone sollte die Band jedoch kurz nach einer Tour durch Tschechien wieder verlassen. Im November folgte eine weitere Tour durch Tschechien zusammen mit Krabathor. Die Tour umfasste zehn Auftritte in Städten wie Prag, Ostrava, Brünn und Pilsen. Im Jahr 1996 trennte sich die Band von ihrem Label. Im selben Jahr hielt die Band außerdem eine kleine Deutschland-Tournee zusammen mit Sinister ab. Danach schrieb die Band an neuem Material. Währenddessen verließen Dammers und Nolo die Band. Als kurzzeitiger Ersatz kam Centurian-Schlagzeuger Wim van der Valk zur Band. Als neuer Sänger kam Johan Wesdijk (Pleurisy) zur Besetzung. Mit dieser neuen Besetzung folgten Auftritte in Deutschland zusammen mit Krisiun und Purgatory, sowie ein Auftritt auf dem tschechischen Nuclear Storm Festival. Im Jahr 1997 nahm die Band drei Lieder für eine EP, produziert von Vincent Dijkers, auf, die über Moonlight Records veröffentlicht werden sollte. Das Label löste sich jedoch vorher auf. Für den Rest des Jahres spielte die Band weitere Auftritte, unter anderem zusammen mit Benediction und Krabathor. Van Eekelen trat außerdem Houwitser bei. Im August 1998 fand sich mit Paul Beltman ein neuer Schlagzeuger. Etwa zur selben Zeit verließ Sänger Wesdijk die Band wieder, um sich Pleurisy widmen zu können. Aus demselben Grund verließ Bassist van den Bogaard die Band. Im Jahr 1999 wechselte van Eekelen von der E-Gitarre zum Bass und trat außerdem Thanatos als Bassist bei. Im Oktober fand die Band mit Ferry Klingenberg einen neuen Gitarristen. Nach ein paar Proben nahm die Band ein paar neue Lieder auf. Da noch immer kein neuer Sänger gefunden worden war, übernahm Gitarrist Baayens zusätzlich den Gesang. Im Januar 2000 begab sich die Band dann in Baayens’ Studio, zusammen mit Sänger Olivier van der Kruijf. Im selben Jahr nahm die Band zudem das Demo Gothcrusher auf und veröffentlichte die EP To Conjure Conjoint Confusion. Außerdem verließ van Eekelen die Band und wurde durch Bassist Willem Hofs ersetzt. Im November 2002 erschien mit March of the Apocalypse eine weitere EP. Zudem hatte die Band Konzerte zusammen mit Obscenity, The Haunted, Centurian, Inhume, Mangled und Orphanage in den Niederlanden und in Deutschland abgehalten. Im August 2003 begannen die Aufnahmen zum zweiten Album 40 Minutes to Impact, die im November beendet wurden. Nachdem die Aufnahmen an verschiedene Labels geschickt worden waren, erreichte die Band einen Vertrag bei New Aeon Media, worüber das Album im April 2004 erschien. Am 17. März 2005 löste sich die Band auf.

## Stil
Die Band spielte klassischen, aggressiven Death Metal, wobei die E-Gitarre besonders schnell gespielt wird. Teilweise sind auch Einflüsse aus Grindcore und Thrash Metal hörbar.

## Diskografie
- 1990: Hypocritical (Demo, Eigenveröffentlichung)
- 1991: Corpseflakes (Demo, Eigenveröffentlichung)
- 1993: Wrath of Deathrash (Split mit Oliver Magnum, Excidium und Deceiver, Wrath Records)
- 1994: Pathology of Crowding (Demo, Eigenveröffentlichung)
- 1995: Cir-Cum-Cis-Ion of the Mar-Tyr (Album, Effigy Records)
- 1995: Effigy of the Possessed (Split mit Evisceration und Esmegor, Effigy Records)
- 2000: Gothcrusher (Demo, Eigenveröffentlichung)
- 2000: To Conjure Conjoint Confusion (EP, Damnation Records)
- 2002: March of the Apocalypse (EP, Eigenveröffentlichung)
- 2004: 40 Minutes to Impact (Album, New Aeon Media)